# BC Apollo Amsterdam
BC Apollo Amsterdam is een basketbalclub uit Amsterdam. De club speelt haar thuiswedstrijden in de Apollohal en komt uit in de Promotiedivisie. De clubkleuren zijn zwart en wit, zwart voor in de thuiswedstrijden en wit tijdens de uitwedstrijden.

## Geschiedenis

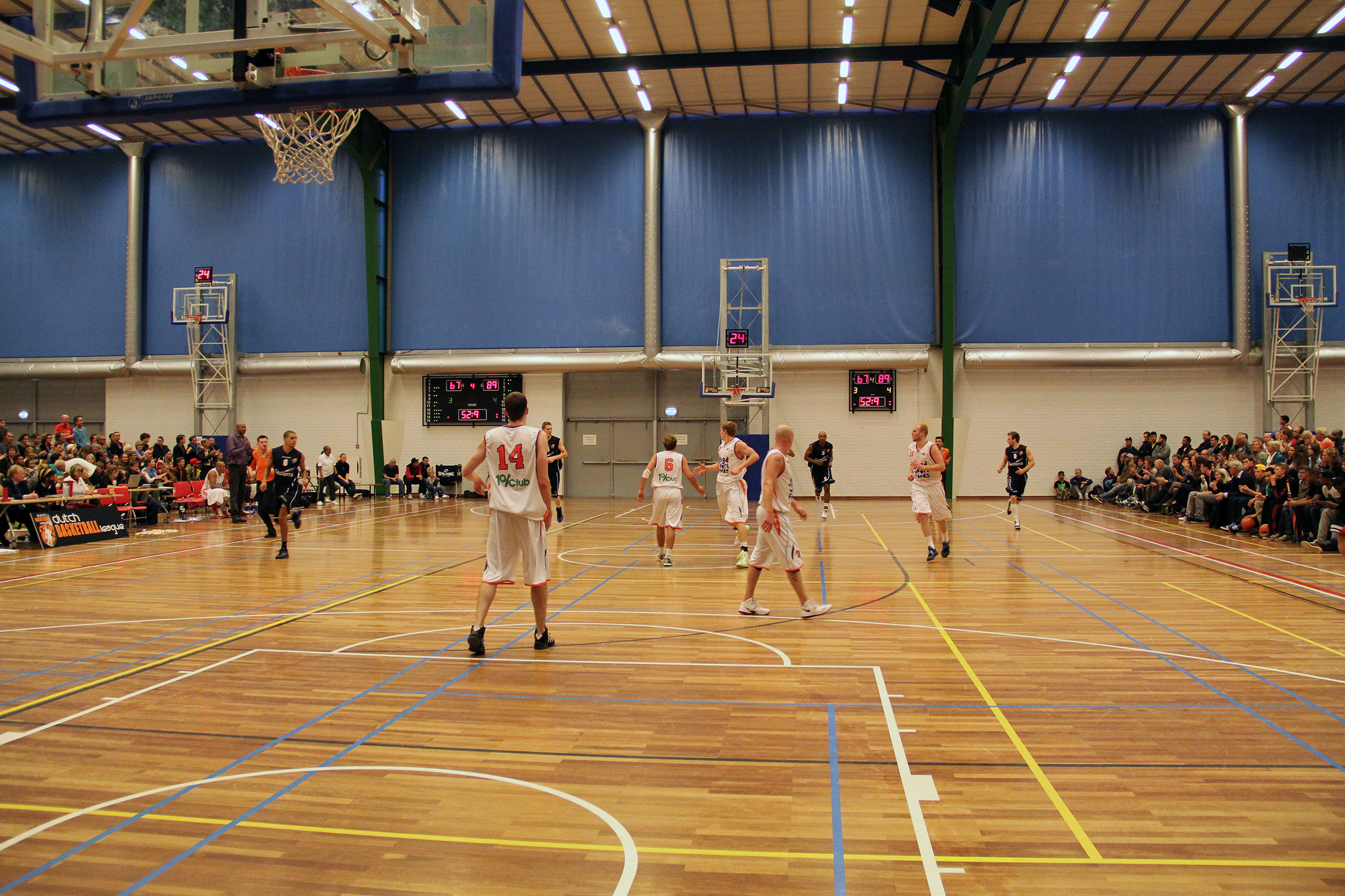
De eerste thuiswedstrijd van Apollo in de DBL

BC Apollo is in 2011 ontstaan uit een fusie tussen BV Lely en Mosquitos, beiden uit Amsterdam. Apollo had op dat moment als doel om de plek van ABC Amsterdam op te volgen op het hoogste niveau in de DBL. Dit wilde Apollo binnen drie jaar realiseren, maar speelde in seizoen 2011-2012 eerst in de Promotiedivisie.

### Promotiedivisie (2011-2012)

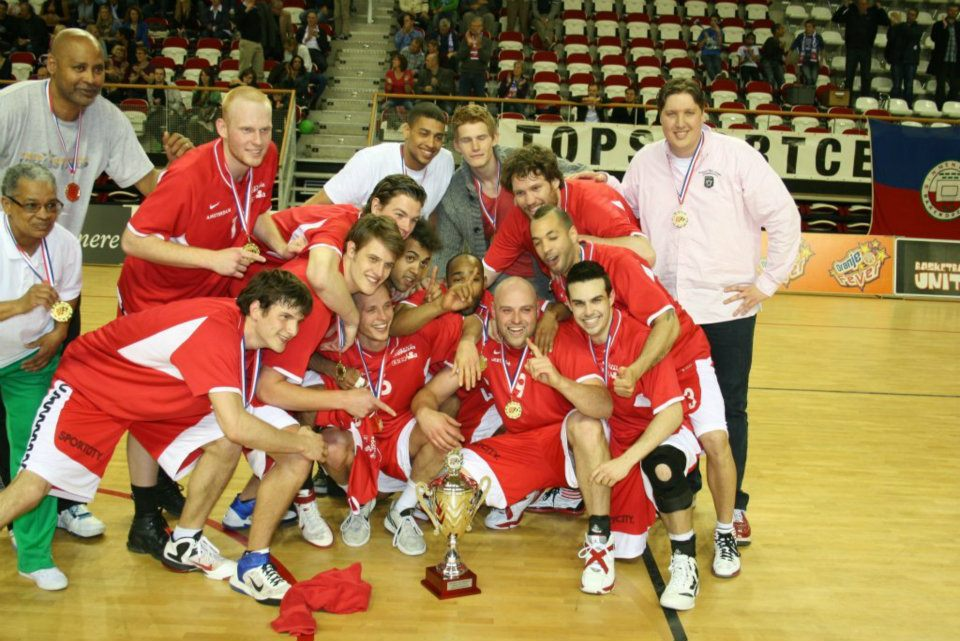
Apollo viert de Promotiedivisie titel in 2012

Het team in seizoen 2011-2012 bestond uit een aantal oud-ABC Amsterdam spelers zoals Jirian Roodheuvel, Ramon Siljade, Julian Jaring en Maurits Pieper. Daarbij kwamen nog Aron Royé van Donar Groningen, Ibrahim Mohamed, Jonah Kremer, Mattijs Hak, Joël Brandt, Ares Katsanis, Hans Logtenberg en Jesse Markusse. Dit team werd gecoacht door Tyrone Marioneaux. Het doel was om in de promotiedivisie kampioen te worden en gelijk door te 'promoveren' naar de DBL. Apollo eindigde op de tweede plaats, wat hen toegang gaf tot de Final Four in Topsportcentrum Almere. In de finale van de Final Four wachtte de nummer één: Binnenland uit Barendrecht. Dankzij een 52-64 overwinning voor Apollo werd het kampioenschap in de promotiedivisie officieel een feit.

### DBL, BC Apollo (2012-2014)
In het seizoen 2012–13 trad BC Apollo toe tot de Eredivisie. In het eerste seizoen in de Dutch Basketball League bleven vanuit de promotiedivisie Jirian Roodheuvel, Aron Royé, Jesse Markusse, Maurits Pieper en Joēl Brandt. Terug naar de hoofdstad kwamen Jeremy Ormskerk, Pascal Balm, Harvey van Stein en Berend Weijs. Vanuit Donar kwam Jos van der Laan en van EiffelTowers Den Bosch kwam halverwege het seizoen Matthew van Tongeren. In de eerste vijf wedstrijden speelde de toen 39-jarige Patrick Faijdherbe nog enkele wedstrijden mee. Dit alles onder leiding van coach Tyrone Marioneaux. Op 17 november 2012 kwam de eerste overwinning in de DBL tot stand in en tegen Rotterdam met 79-86. Rotterdam werd daarna nog twee keer verslagen en er kwam nog een spectaculaire overwinning op landskampioen ZZ Leiden. Met vrijwel alleen maar Nederlandse spelers eindigde Apollo op de negende plaats, wat niet voldoende was voor een plek in de play-offs.
Tijdens het tweede seizoen had de club als doel om de play-offs te halen. Ze haalde daarvoor coach Hakim Salem en van het team dat vorig seizoen speelde bleven Jirian Roodheuvel, Jos van der Laan, Aron Royé, Berend Weijs, Harvey van Stein en Joël Brandt. Het team werd verder met Gian Slagter, Lucas Steijn, Andrew Dawson en Mark Ridderhof aangevuld. Na twee overwinningen tegen Weert hield Apollo koers op de play-offs. Halverwege het seizoen werd bekend dat de club aan de financiële afgrond stond, maar dat het seizoen wel afgemaakt kon worden. Op 14 januari 2014 werd een nieuw bestuur aangesteld met daarin oud-spelers die ooit voor Amsterdam uitkwamen. De strijd om de play-offs duurde voort. Lang bleven Rotterdam en Apollo in de race voor de laatste ticket. Doordat Apollo naast Rotterdam en Weert ook een keer in Leeuwarden won kon Apollo de play-offs bijna voelen. De laatste wedstrijd gaf de doorslag. Rotterdam won niet van Weert waardoor de achtste plek voor Apollo werd. Tegen Donar moest Apollo zich met 2-0 gewonnen geven. Nadat Apollo in het seizoen 2013–14 voor het eerst de Play-offs bereikte, duurde het na het seizoen lange tijd voordat bekend werd of Apollo weer in de DBL zou meedoen. Omdat het gat in de begroting uiteindelijk werd gedicht, deed Apollo gewoon mee.

### Nieuwe gedaante (2014-2019)
Zoals gezegd, op 14 januari 2014 werd een nieuw bestuur aangesteld met daarin oud-spelers die ooit voor Amsterdam uitkwamen. Het seizoen 2014–15 van BC Apollo was het 4e seizoen van de club en het 3e in de DBL. Dit was het seizoen onder de Estse coach Jaanus Liivak. Het team werd pas eind september bij elkaar gebracht, waardoor er van een voorbereiding geen sprake was. Apollo zag Aron Royé en Mark Ridderhof naar respectievelijk Den Helder Kings en Donar Groningen vertrekken, en ook Berend Weijs en Joël Brandt verlieten de hoofdstad om in de promotiedivisie bij Landslake Lions te kunnen spelen. Dimeo van der Horst keerde na drie jaar weer terug naar de hoofdstad, vergezeld met Gian Slagter, Harvey van Stein, Max van Schaik, Jos van der Laan, Rani Chaoui, Stefan Mulder en Oscar Candiff. Dit resulteerde in een moeizaam begin voor Apollo. Pas op 3 december 2014 kwam de eerste overwinning van het seizoen in en tegen Aris Leeuwarden tot stand. Inmiddels was Amerikaan Reggie Keely aangeschoven, die het tot februari 2015 volhield. In de winterstop keerde Aron Royé weer terug naar Apollo na het faillissement van Den Helder Kings. Ook Sergio de Randamie keerde na drie jaar terug in de Apollohal. Met hen kwamen Hicham Kherrazi en Jesse Markusse (overgekomen van Aris Leeuwarden) terug, waardoor Apollo gaandeweg iets meer vorm kreeg. Winstkansen werden groter, al zou enkel tegen Weert, Leeuwarden en Rotterdam gewonnen worden dat seizoen. In de één-na-laatste speelronde kreeg Apollo nog kans om de play-offs te bereiken, maar redde het uiteindelijk niet en eindigden ze op de voorlaatste plaats.
Tijdens het 4e seizoen in de DBL werd Patrick Faijdherbe de hoofdcoach van de Amsterdamse hoofdmacht. In dat seizoen zou de professionele tak van Apollo (samen met de Dutch Talent League afdeling) niet langer BC Apollo heten, maar Apollo Amsterdam. De kern van vorig seizoen bleef en Nikki Hulzebos kwam samen met (tijdelijk) Gerald Robinson de Amsterdamse ploeg versterken. In dat seizoen stond Apollo bekend als reuzendoder, getuige meerdere overwinningen op kampioenskandidaten als Donar Groningen, SPM Shoeters Den Bosch en Landstede Basketbal. In de NBB beker werd in de achtste finale van Donar gewonnen in de MartiniPlaza waardoor een plek in de kwartfinale een feit werd. Hierin moest Apollo zich gewonnen geven tegen Landstede Zwolle. De strijd om een plek in de play-offs duurde voort, en werd uiteindelijk een vijfde plek behaald. In de play-offs was Den Bosch in de kwartfinale te sterk.
Het seizoen daarna breidde Apollo de selectie uit en bleef op koers om voor de play-offs te strijden. De selectie werd met Sergio de Randamie en Hicham Kherrazi verder uitgebreid. Een zegereeks van vier overwinningen werd begin dat seizoen een feit, al werd het gaandeweg het seizoen moeilijker om de play-offs te halen. Dat lukte uiteindelijk toch met een zesde plek en kwam er zelfs een overwinning in Leiden tot stand in de kwartfinale van de play-offs. Toch was het Leiden die de halve finale bereikte.
Zomer 2017 was een roerige zomer voor Apollo. Lang bleef onduidelijk of en hoe Apollo deel zou nemen in de DBL. Vast stond wel dat sterspeler Aron Royé naar landskampioen Donar Groningen vertrok, waarna even later Sergio de Randamie naar Leiden vertrok. Ook zou bekend worden dat Gian Slagter, Stefan Mulder en Hicham Kherrazi niet terug zouden keren. Pas eind augustus werden de eerste contracten getekend, waaronder: Coach Patrick Faijdherbe, Dimeo van der Horst, Akeel Eduardo (BAL Limburg), Max van Schaik, Rens van Ravensteijn (BAL Limburg), Jesse Markusse en Mack Bruining. De rest van het team werd aangevuld met de teruggekeerde Berend Weijs en verschillende jeugdspelers, waaronder het veelbelovende talent Tristan Enaruna. Enaruna zou even later vertrekken naar Amerika om daar op college niveau te spelen. Wel kwam de Syrische routinier Michael Madanly de hoofdstedelingen tijdelijk versterken, en niet onverdienstelijk. Heel lang stond hij bovenaan de topscoorderslijst met gemiddeld 22 punten per wedstrijd, maar zou uiteindelijk naar Forward Lease Rotterdam vertrekken in december.
Het werd roerig seizoen waarin mooie overwinningen en krachtsverschil elkaar afwisselden. Wel kwam in januari 2018 Aron Royé terug vanuit Groningen. De inmiddels in Amsterdam bekende point guard zag zijn veel beloofde minuten bij Groningen inkrimpen en besloot terug te keren naar waar hij zijn carrière bij de jeugd is begonnen. Dit leidde tot een aantal overwinningen tegen Rotterdam, Weert, Leeuwarden en de teruggekeerde Den Helder Suns. Maar Apollo bereikte de play-offs niet met een zevende plek.
Per 10 april 2018 is bekend geworden dat RAI Amsterdam nieuwe shirtsponsor van Apollo Amsterdam is geworden. Er werd een sponsorcontract ondertekend voor 2,5 jaar.
Met blijvers als Aron royé, Dimeo van der Horst, Berend Weijs, Jesse Markusse, Mack Bruining en het talent Malevy Leons (die zich afgelopen seizoen goed in de kijker heeft gespeeld versterkte Apollo zich nog met Matthew van Tongeren (BAL Limburg), Lenno Witteveen (Landstede Basketbal) en Dexter Hope (Rasta Vechta). Met dat, en met een nieuwe shirtsponsor, leek Apollo vrij verwachtingsvol naar een mooi seizoen 2018-2019 af te stevenen. Gemakkelijk ging het niet, want bijna de gehele oefencampagne moesten Aron Royé en Dimeo van der Horst al op voor hun 3x3 toernooien, waardoor er in de voorbereiding niet volledig getraind en gespeeld kon worden. Na de eerste gewonnen competitiewedstrijd tegen BAL Limburg kreeg de ploeg het zwaar. Jesse Markusse brak in de tweede wedstrijd zijn enkel, en zou pas in maart 2019 in actie komen. Ook Aron Royé werd een tijdje gemist met hartklachten. Een moeilijke periode ging Apollo tegemoet, waarbij rond de jaarwisseling enkel nog werd gewonnen van Aris, BAL en Feyenoord Basketbal Rotterdam. Na de jaarwisseling kwam Max van Schaik terug naar de hoofdstad, en won Apollo zowaar drie keer oprij. BAL werd eerst aan de kant gezet, vervolgens Aris, en later zelfs nog New Heroes Den Bosch. De kans om de play-offs te halen kwam dichterbij. Door het wegvallen van nieuwkomer Dordrecht ontstonden er verschuivingen in de resultaten van diverse teams, waardoor de play-offs definitief niet meer in gevaar kwam met een zesde plek. In de eerste ronde kon Apollo het niet waarmaken tegen New Heroes Den Bosch, waardoor het einde van het seizoen in zicht was.
Op 3 juli 2019 werd officieel bekendgemaakt dat Paul Meijering Stainless Steel voor twee seizoenen de hoofdsponsor is geworden van Apollo. Dat betekent dat de Amsterdamse club nu met de RAI en met Paul Meijering Stainless Steel op de tenues zal spelen.

### Bestuursverandering (2019-nu)
Op 20 september is officieel naar buiten gekomen dat Apollo Amsterdam door een geheel nieuw bestuur zal worden gerund. Dat betekent dat na 5 jaar het voorzitterschap van Ramon Siljade werd overgedragen aan de nieuwe voorzitter: Mark van Meggelen. Center Berend Weijs was evenals Dexter Hope gebleven, evenals talent spelers als Lucas Faijdherbe, Kenyuoe Ondaan, Siem Uijtendaal en Keyshawn Bottelier. Daarnaast kwam het Israëlisch talent Noam Hasson over en waren de ervaren Serviër Mladen Vitkovic en Amerikaanse guard Xavier Cannefax voor dat seizoen gecontracteerd. Tot maart 2020 kon het seizoen gespeeld worden, waarna de hele profcompetitie werd stilgelegd vanwege de coronacrisis. Het gevolg was dat er geen landskampioen gepresenteerd werd, maar ook dat er spelers vroegtijdig vertrokken. Apollo had voor seizoen 2020-2021 nieuwe impulsen nodig om weer in de Dutch Basketball League te kunnen spelen. Dat lukte de Amsterdammers, en met dit nieuwe initiatief zijn ze in seizoen 2021-2022 nog steeds te bewonderen op het hoogste niveau van Nederland. Vanaf dat seizoen is de competitie de BNXT League geworden, een competitie waarin de Nederlandse ploegen later in het seizoen gaan strijden tegen de Belgische ploegen.

## Resultaten

### Eindklasseringen
- 2012 1e
Promotiedivisie
- 2013 9e
Dutch Basketball League
- 2014 8e
Dutch Basketball League
- 2015 7e
Dutch Basketball League
- 2016 5e
Dutch Basketball League
- 2017 5e
Dutch Basketball League
- 2018 7e
Dutch Basketball League
- 2019 6e
Dutch Basketball League
- 2020 9e
Dutch Basketball League
- 2021 9e
Dutch Basketball League
- 2022 9e
BNXT League

- BNXT League
- Dutch Basketball League
- Promotiedivisie

### Seizoensoverzichten
| Seizoen | Niv. | Comp.           | Pos. | Play-offs           | NBB-Beker  |
| ------- | ---- | --------------- | ---- | ------------------- | ---------- |
| 2011/12 | II   | Promotiedivisie | 2    | Promotie (Kampioen) | –          |
| 2012/13 | I    | DBL             | 9    | –                   | Laatste 16 |
| 2013/14 | I    | DBL             | 8    | Kwartfinale         | Laatste 16 |
| 2014/15 | I    | DBL             | 7    | –                   | Laatste 16 |
| 2015/16 | I    | DBL             | 5    | Kwartfinale         | Laatste 8  |
| 2016/17 | I    | DBL             | 6    | Kwartfinale         | Laatste 4  |
| 2017/18 | I    | DBL             | 7    | –                   | Laatste 16 |
| 2018/19 | I    | DBL             | 6    | Kwartfinale         | Laatste 8  |

## Erelijst
- 1x Promotiedivisie (2e niveau)
  - 2012

## Coaches
| Tyrone Marioneaux  | 2012–2013 |
| Hakim Salem        | 2013–2014 |
| Jaanus Liivak      | 2014–2015 |
| Patrick Faijdherbe | 2015–nu   |
| / Dino Bergens     | rond 2022 |

## Bekende spelers
| Aron Royé           | 2012–2014; 2014–2017; 2018-2019 |
| Berend Weijs        | 2012–2014, 2017-nu              |
| Sergio de Randamie  | 2014–2015; 2016-2017            |
| Dimeo van der Horst | 2014–2019                       |
| Nikki Hulzebos      | 2015–2016                       |
| Gerald Robinson     | 2015                            |
| Reggie Keely        | 2014–2015                       |

Aalst · Antwerpen · Bergen · Brussel · Charleroi · Den Bosch · Den Helder · Groningen · Hasselt · Kortrijk · Leeuwarden · Leiden · Leuven · Mechelen · Oostende · Rotterdam · Weert · Zwolle